# USS Des Moines (CA-134)
O USS Des Moines foi um cruzador pesado operado pela Marinha dos Estados Unidos e a primeira embarcação da Classe Des Moines, seguido pelo USS Salem e USS Newport News. Sua construção começou em maio de 1945 na Bethlehem Shipbuilding e foi lançado ao mar em setembro do ano seguinte, sendo comissionado em novembro de 1948. Era armado com uma bateria principal de nove canhões de 203 milímetros montados em três torres de artilharia triplas, tinha um deslocamento de mais de 21 mil toneladas e alcançava uma velocidade máxima de 33 nós.
O Des Moines serviu durante toda sua carreira na Frota do Atlântico. Ele alternava períodos na Costa Leste dos Estados Unidos realizando treinamentos e exercícios de rotina com viagens de serviço quase anuais para o Mar Mediterrâneo, muitas vezes atuando como capitânia da Sexta Frota. Durante uma destas viagens ao Mediterrâneo realizou patrulhas e atuou como centro de controle para as forças norte-americanas na Crise do Líbano de 1958. Foi descomissionado em julho de 1961 e mantido inativo na reserva até ser descartado em 1993 e desmontado entre 2005 e 2007.